# Caroline Lucas

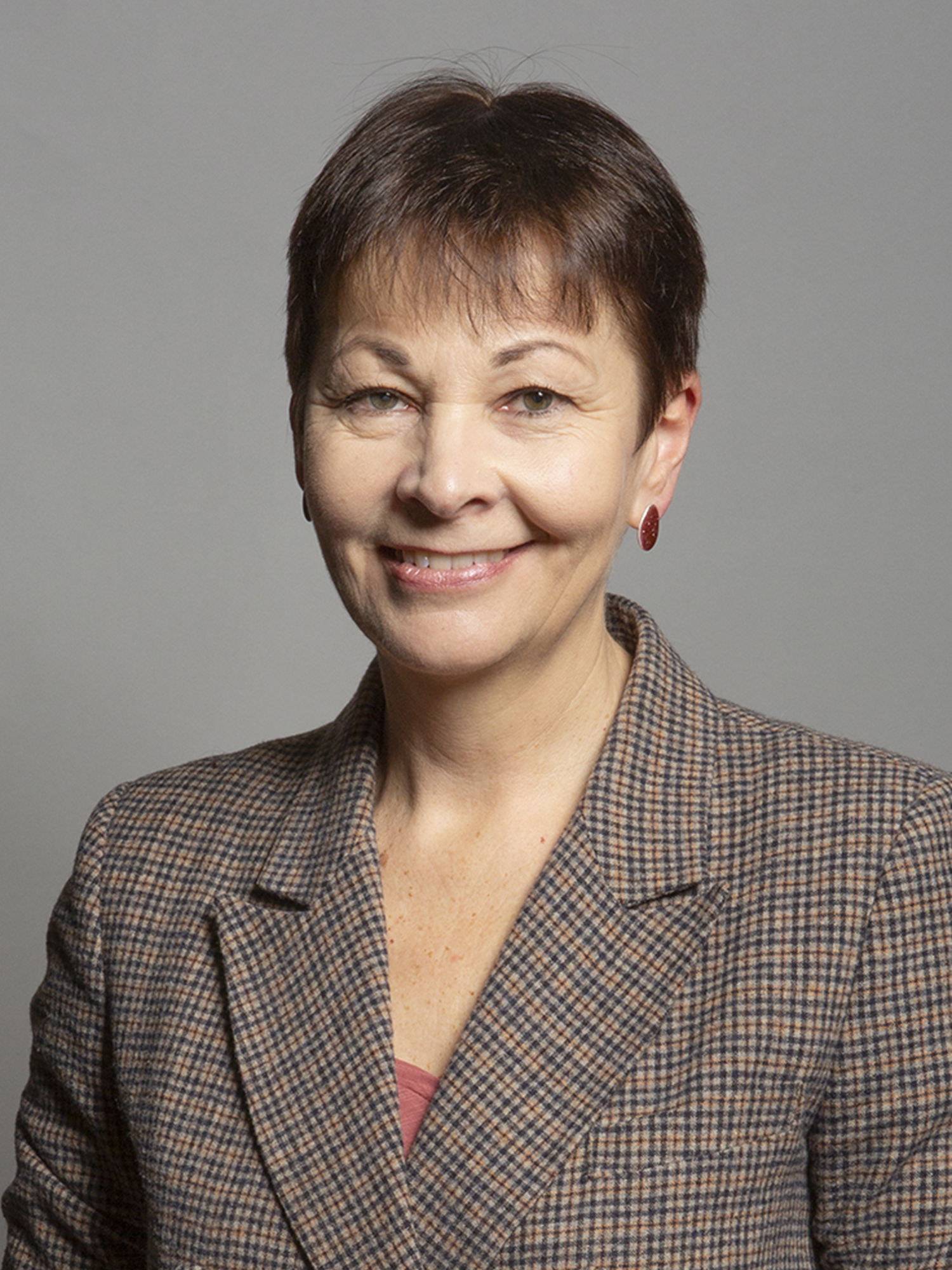
Caroline Lucas (2019)

Caroline Lucas (* 9. Dezember 1960 in Malvern, Worcestershire) ist eine britische Politikerin der Green Party of England and Wales. Sie war von 2008 bis 2012 Vorsitzende und von September 2016 bis September 2018 Co-Vorsitzende der Partei. Seit Mai 2010 ist sie die einzige Abgeordnete ihrer Partei im House of Commons. Zuvor war sie von 1999 bis 2010 Mitglied des Europäischen Parlaments.

## Biografie
Lucas studierte an der Universität Exeter, 1989 wurde sie in Anglistik und Frauenforschung promoviert. Bei der Europawahl 1999 wurde sie im Wahlkreis Südostengland in das Europäische Parlament gewählt, wo sie sich der Fraktion Grüne/EFA anschloss. Bei der Europawahl 2004 und 2009 konnte sie jeweils erneut ein Mandat erzielen. Zuletzt war sie unter anderem Mitglied im Ausschuss für internationalen Handel und in der Delegation für die Beziehungen zum Palästinensischen Legislativrat.
2010 schied sie aus dem Europäischen Parlament aus, nachdem sie bei den britischen Unterhauswahlen 2010 im Wahlkreis Brighton Pavilion gewonnen hatte. Sie errang damit den ersten Sitz für die Grüne Partei im Unterhaus. Ende 2012 gab Lucas den Vorsitz ihrer Partei an Natalie Bennett ab. Bei den Unterhauswahlen am 7. Mai 2015 und Unterhauswahlen am 8. Juni 2017 konnte sie den Wahlkreis Brighton Pavilion erneut gewinnen und ihren Stimmenanteil auf 52,3 Prozent ausbauen. Sie ist weiterhin die einzige Abgeordnete der Grünen Parteien im britischen Unterhaus.
Lucas nimmt aktiv an der öffentlichen Debatte um Auswege aus der Klimakrise teil. So ist sie Mitunterzeichnerin eines im Dezember 2018 veröffentlichten offenen Briefes, in welchem der Politik ein Scheitern bei der Thematisierung der Krise vorgeworfen und dazu aufgerufen wird, sich Bewegungen wie Extinction Rebellion anzuschließen und einen Konsumverzicht zu leisten.